# 史哲維
史哲維（Erich Shih，1968年4月12日—2014年5月15日），中天電視新聞主播、《時事求是》、《兩岸秘密檔案》（廈門衛視合作節目）節目主持人。畢業於美國喬治城大學外交學院國家安全研究所。
2014年5月15日被發現頭部被套塑膠袋，陳屍在臺北市仁愛路住處，現場沒有留下遺書，警方據現場跡證初步研判可能是自殺，須進一步調查死因。中天於當日晚間發表聲明表示，慟失傑出優秀主播。

## 學歷
- 美國喬治城大學外交學院國家安全研究碩士
- 美國波士頓大學企管碩士
- 國立政治大學外交系
- 臺北市立成功高級中學

## 經歷
| 年份                      | 頻道                                            | 節目                                 | 備註                                         |
| ------------------------- | ----------------------------------------------- | ------------------------------------ | -------------------------------------------- |
| 2013－2014年              | 中天亞洲台（CTI-Asia）                          | 《兩岸秘密檔案》（廈門衛視合作欄目） | 節目主持人                                   |
| 2013－2014年              | 中天亞洲台（CTI-Asia）                          | 《時事求是》（Hard Talk）            | 節目主持人                                   |
| 2011－2012年              | 中天亞洲台（CTI-Asia）                          | 《總編輯時間》（Insight Edition）    | 節目主持人                                   |
| 2009－2014年              | 中天新聞台（CTI-News）                          |                                      | 主播                                         |
|                           | 中国中央电视台英語頻道 （CCTV-News）            |                                      | 連線主播                                     |
|                           | 阿拉伯半島電視台英語頻道 （Al Jazeera English） |                                      | 連線主播                                     |
| 2008－2009年              | 北京大學（Peking University）                   |                                      | 國際關係學院客座學者                         |
|                           | 美國之音（VOA）                                 | 《海峽論壇》                         | 節目來賓                                     |
|                           | 美國公共電視網（PBS）                           | 《This is America》                  | 節目來賓                                     |
| 2003－2004年              | 美國布魯金斯研究院（Brookings Institution）     |                                      | 東北亞政策研究中心訪問學者                   |
| 1996－2003年 2004－2008年 | TVBS                                            |                                      | 華盛頓辦公室主任、華府特派員、駐華府特派記者 |
| 1995－1996年              | 香港傳訊電視                                    |                                      | 華盛頓新聞中心記者                           |

## 生平
史哲維從美國喬治城大學畢業後即踏入電視新聞領域，長期派駐在美國首府華盛頓特區擔任特派記者。史哲維的專長為國際關係、區域安全、美國政治外交、中英文同步口譯。專業的新聞資歷讓他在2003年獲聘到布魯金斯研究院，加入由美國在台協會前理事主席卜睿哲 (Richard Bush) 所主導的東北亞政策研究中心 (CNAPS) 擔任訪問學者。2008年再度獲聘赴北京大學國際關係學院，加入院長王緝思主持的研究計劃擔任客座學者。2009年返回台灣，跳槽中天電視擔任新聞主播。2013年1月11日，接受日本NHK新聞王牌主播大越健介來台灣專訪。
TVBS-N時期，在1998年6月隨白宮記者團與美國空軍一號專機，全程近身採訪美國總統柯林頓 (Bill Clinton) 首次中國行。第一站西安下河村，他獨家領先訪問到柯林頓，柯林頓在鏡頭前首度鬆口回應美國政府對台「新三不政策」，消息引發兩岸媒體競相報導；柯林頓在第三站上海復旦大學，正式對外界宣示此政策。
2001年美國911恐怖攻擊、炭疽熱威脅、2003年美國伊拉克戰爭期間，他是曝光度最高的駐外特派記者之一，每天大篇幅連線報導國際情勢最新發展。2007年9月美國聯準會前任主席葛林斯潘 (Alan Greenspan) 接受史哲維主持的TVBS頻道《101高峰會》獨家專訪 (1987年以來亞洲電子媒體首例)，節目談論到美國次貸危機及台灣經濟前景等議題，《101高峰會》延長為2小時播出完整訪談內容。
影響史哲維一生深遠的莫過於久病早逝的母親，從他的追憶中，可見其對母親的懷念。

## 逝世
2014年5月15日，他被妻子發現於台北市仁愛路住處頭套塑膠袋自殺身亡，没有留下遗书。警方初步研判疑似為自殺，享年46歲。

## 主持
主持或主播的節目
| 頻道       | 節目                                                     | 備註                                                                  |
| ---------- | -------------------------------------------------------- | --------------------------------------------------------------------- |
| 中天新聞台 | 《2200中天新聞》                                         | 週一至週五，晚間22:00－23:00首播，隔日03:00－04:00重播                |
| 中天新聞台 | 《2100中天新聞》                                         | 週一至週五，晚間21:00－22:00首播，隔日02:00－03:00重播                |
| 中天新聞台 | 《中天夜線新聞》                                         | 週一至週五，晚間23:00－24:00首播，隔日04:00－05:00重播                |
| 中天新聞台 | 《中天全球現場》                                         | 週一至週五，晚間22:00－23:00首播，隔日02:00－03:00重播                |
| 中天新聞台 | 《陪你到永久》                                           |                                                                       |
| 中天新聞台 | 《下一代。下一站》                                       |                                                                       |
| 中天新聞台 | 《史上之最：星際冒險家》                                 |                                                                       |
| 中天新聞台 | 《史上之最：遺失的真相》                                 |                                                                       |
| 中天新聞台 | 《奇人奇事》系列                                         |                                                                       |
| 中天新聞台 | 《決戰2012：大選開票看中天》馬英九吳敦義全國競選總部LIVE |                                                                       |
| 中天新聞台 | 《建國100年雙十國慶》府前廣場實況轉播                    |                                                                       |
| 中天新聞台 | 《史上之最：美中航母大戰》                               |                                                                       |
| 中天新聞台 | 《史上之最：巴黎航空展》                                 |                                                                       |
| 中天新聞台 | 《史上之最：超跑系列》                                   |                                                                       |
| 中天新聞台 | 《斬首賓拉登》                                           |                                                                       |
| 中天新聞台 | 《日本311震災》特別節目                                  |                                                                       |
| 中天新聞台 | 《利比亞風暴》特別節目                                   |                                                                       |
| 中天新聞台 | 《21世紀新霸權：歐巴馬胡錦濤高峰會》LIVE                 |                                                                       |
| 中天新聞台 | 《南北韓危機》                                           |                                                                       |
| 中天新聞台 | 《北韓政權接班》                                         |                                                                       |
| 中天新聞台 | 《智利礦工救援》特別報導                                 |                                                                       |
| 中天新聞台 | 《中天名人堂之戰國風雲》系列節目                         |                                                                       |
| 中天新聞台 | 《黑馬躍白宮》第44屆美國總統就職典禮LIVE等               |                                                                       |
| 中天亞洲台 | 《總編輯時間》                                           | 週一至週五，晚間20:00－21:00首播，隔日01:00－02:00 / 09:00－10:00重播 |

## 期刊發表
- 《台灣選舉與變革》 中國國際戰略評論, 北京大學國際戰略研究中心, 2009.
- 《After the Lien and Soong Visits: Chen's New Predicament》 Jamestown Foundation, 2005.
- 《Trapped: the Difficult Situation Facing President Chen Shui-Bian After the Enactment of the Anti-Cessation Law》 American Foreign Policy Interest, 2005.
- 《Chen's Inaugural Speech: Pleasing Washington, but Troubles Still Ahead》Freeman Report, CSIS, 2005.
- 《The Conduct of U.S.-Taiwan Relations, 2000-2004》Brookings Northeast Asia Survey 2003-2004, Brookings Institution, 2004.
- 《Taiwan’s Military Transformation: Evolution and Implications》Brookings Institution, 2003.

## 外部連結
- YouTube上的中天主播史哲維獨家專訪MLB明星球員
- YouTube上的中天新聞專訪帛琉總統陶瑞賓(Johnson Toribiong)
- 第60屆國際新聞協會世界年會(2011 IPI World Congress)/Masters of Ceremonies/Erich Shih （页面存档备份，存于）
- 主播上菜來拜年從吃到玩嗨不夠
- 美國哈佛大學亞洲企業論壇 2008/Speakers/Erich Shih